# بيل كوني
بيل كوني (بالإنجليزية: Bill Cooney)‏ هو لاعب كرة قاعدة أمريكي، ولد في 7 أبريل 1883 في بوسطن في الولايات المتحدة، وتوفي في 6 نوفمبر 1928 في Roxbury, Boston ‏ في الولايات المتحدة.

## وصلات خارجية
- بيل كوني على موقعبيزبول رفرنس.كوم (الدوري الرئيسي) (الإنجليزية)
- بيل كوني على موقعبيزبول رفرنس.كوم (الدوري الثانوي) (الإنجليزية)